# Spotify
Spotify és un programari propietari suec de flux de dades de música. Gràcies a un model d'igual a igual permet escoltar de forma instantània sense temps de descàrrega. Es poden fer cerques de temes musicals per artista, àlbum o llistes de reproducció creades pels mateixos usuaris. El programa va ser llançat el 7 d'octubre de 2008 al mercat europeu, i el servei està disponible des de proveïdors de Suècia, Noruega, Finlàndia, Espanya, França i Regne Unit. L'empresa ha signat acords amb les discogràfiques Universal Music, Sony BMG, EMI Music, Hollywood Records i Warner Music, entre d'altres. Mercès a l'acord de patrocini que va establir amb el Futbol Club Barcelona, l'octubre del 2022 se'n va llançar la versió en català.

## Història
Spotify ha estat desenvolupat des de 2006 per l'empresa Spotify AB a Estocolm, Suècia. L'empresa la va fundar Daniel Ek, ex-CTO de Stardoll, Lorentzon, Martin i cofundador de TradeDoubler. Les oficines centrals estan situades a Londres, encara que l'oficina de recerca i desenvolupament és a Estocolm. Spotify compta actualment amb més de cinc milions d'usuaris.
El llançament de Spotify al públic en general va ser el 7 d'octubre de 2008. Els comptes de franc només eren disponibles per invitació, per poder gestionar la taxa de creixement del servei, tanmateix, el llançament significava l'obertura de les subscripcions de pagament a tothom. Spotify donava a conèixer que s'havia arribat a un acord amb les principals discogràfiques de música on els autoritzaven a reproduir la seva música.
El primer pas per permetre els comptes de franc al públic sense invitació es va fer el 10 de febrer de 2009 quan Spotify permetia el registre de franc al Regne Unit.
A causa del nombre considerable d'inscripcions pel llançament de Spotify per telèfons mòbils, la companyia impedia de nou la inscripció obert al Regne Unit l'11 de setembre de 2009. El registre de franc tornava a ser només via invitació. Tot i que encara va ser possible registrar-se sense invitacions durant uns quants mesos obrint directament la pàgina de registre, eludint així el sistema d'invitació. Tanmateix, aquest error de procés va ser solucionat i actualment la pàgina d'inscripció exigeix un codi d'invitació. Les subscripcions de pagament segueixen sense necessitar cap codi d'invitació.
El 4 de març de 2009 Spotify anunciava que les dades personals com el compte de correu i la data de naixement dels membres de Spotify havien estat fins al 19 de desembre de 2008 "potencialment exposades" a pirates informàtics aprofitant-se d'un error en el sistema. Més tard anunciava que havien contactat personalment via missatgeria electrònica amb alguns dels usuaris afectats.
El 2017 ocorregué una controvèrsia per la venda de versions a menys de preu respecte les versions originals.

## Característiques
L'usuari té accés a les pistes de diverses cases discogràfiques, tant multinacionals com segells independents, amb un llistat ampliat diàriament. Les pistes es poden trobar a través de recerca d'artistes, títols, àlbums, gèneres o any de publicació.
Els usuaris poden crear llistes de reproducció i compartir-les o editar-les juntament amb altres usuaris. A aquest efecte, la llista de reproducció pot, entre altres funcions, oferir un vincle, per a agregar a un correu electrònic o una finestra de missatgeria instantània. Si el beneficiari segueix l'enllaç, la llista de reproducció es descarregarà en el client Spotify del destinatari. Igual que els enllaços normals de la llista de reproducció es poden utilitzar els enllaços a tot arreu, com en pàgines web. Exactament el mateix es pot fer en les pistes individuals, que poden ser distribuïts arrossegant i soltant en diferents programes i pàgines web.
L'aplicació s'integra amb Last.fm, i ja es troba disponible la versió mòbil para Android, iPhone i Symbian OS.

### Catàleg
Els usuaris poden accedir aproximadament a 6 milions de pistes a través de la cerca d'artistes, àlbums, títols, etiquetes i gèneres. Spotify presenta una gran biblioteca de música, dona accés als usuaris a pistes des de totes les cases discogràfiques principals així com nombroses cases discogràfiques independents. En l'actualitat, alguns artistes han optat per no ser afegits a Spotify. A més, alguns artistes falten a certes regions a causa de restriccions d'autorització imposades per les cases discogràfiques. Per exemple, Oasis actualment no estan disponibles per a oients des d'adreces IP basades en el Regne Unit.
Tanmateix, es poden trobar versions de la música d'aquests artistes en Spotify amb una recerca de text complet.

### Llistes de reproducció
Els usuaris poden crear llistes de reproducció i compartir-les, o editar-les conjuntament amb altres usuaris (vegeu programari col·laboratiu). Per fer-ho l'enllaç de playlist es pot arrossegar directament a un correu electrònic o una finestra de missatgeria instantània. Si el receptor segueix l'enllaç, el playlist es descarregarà al client de Spotify del receptor. Com els enllaços normals, els enllaços de playlist es poden fa servir a tot arreu. El mateix principi també funciona per pistes úniques, que es poden fa servir via arrossegar i deixar sobre aplicacions i llocs web a voluntat. Hi ha un cert nombre de llocs web per compartir llistes de reproducció Spotify i cançons on els usuaris poden compartir, valorar i parlar-ne. Es poden escoltar diverses playlists però també podcasts informatius, d'entreteniment, d'immersió, d'aprenentatge... Multi's.

### Integració de Last.fm
L'aplicació té la característica d'integrar-se amb Last.fm, el que permet que el nom de la peça en reproducció s'enviï a la base de dades de Last.fm.

### Ràdio
Spotify també inclou una prestació de Ràdio disponible tant per als usuaris del servei gratuït com pels de pagament, que crea una llista de reproducció a l'atzar de cançons escollides basada en gèneres especificats i dècades.

### Spotify Wrapped
Des del 2016, Spotify edita una estadística personalitzada amb totes les dades registrades sobre la seva activitat a la plataforma durant el darrer any. Presentant-ho d'una manera estètica, convida a compartir-ho a les xarxes socials.
Les dades compartides inclouen un llistat dels cinc artistes més escoltats, les cançons més escoltades, l'artista més escoltat i els gèneres més reproduïts. També hi afegeix un recompte de minuts dedicats a escoltar música o podcasts. Cada any evoluciona i ha anat incorporant un recompte del total de cançons i artistes diferents escoltats, així com arribar a fer una previsió d'aura musical. Tota aquesta informació personalitzada es comunica cada desembre i conflueix en una llista de les cent cançons més escoltades.

### Comprar enllaços
Els usuaris des del Regne Unit, França, Espanya, Noruega i Suècia també poden comprar la majoria de les pistes, si estan disponibles, des del l'associat per descàrregues digitals de Spotify: 7digital.

### Versions per a mòbils
El 28 de maig de 2009 es va fer una demostració d'una aplicació Spotify per a Android a Google I/O, i després es va anunciar oficialment una aplicació per iPhone el 27 de juliol, 2009. Apple va aprovar app d'iPhone un mes més tard el 27 d'agost de 2009. Les aplicacions permeten als subscriptors de pagament accedir al catàleg complet de música, música en línia i fins i tot escoltar música quan estan desconnectats fent servirnt el Mode Fora de Línia (que està també disponible en la versió d'ordinador personal per a usuaris de pagament). Les versions mòbils de Spotify es varen començar a distribuir a la Botiga d'iTunes App i al Google Android Marketplace el dilluns 7 de setembre, de 2009, mentre que una versió de Symbian estava disponible sobre el lloc web de Spotify el 23 de novembre, de 2009. Una versió per a Research En els smartphones de Blackberry de està en desenvolupament, però tot i que en un any ja dona suport a totes les plataformes mòbils, hi ha silenci respecte al llançament d'una versió per a Windows Mobile, malgrat una demanda considerable.

### Spotify per a artistes

#### Perfil d'artista
Spotify no permet als artistes pujar les seves cançons directament, la qual cosa significa que és indispensable recórrer als serveis que ofereix una distribuïdora digital o signar per a una discogràfica que s'encarregui de fer els tràmits necessaris perquè la música de l’artista figuri a la plataforma de reproducció. Cal destacar que, encara que les mateixes empreses distribuïdores siguin les encarregades de pagar les regalies mecàniques de l'artista, com a més intermediaris, a més parts es dividiran els beneficis que generin les escoltes. A més, és cert que Spotify, en ser una plataforma de gran abast, ha d'estipular normes estrictes que no totes les empreses distribuïdores són capaces de complir; per aquest motiu, la mateixa plataforma de Spotify proposa una llista de distribuïdores recomanades que se cenyeixen a les condicions de subministrament de metadades de qualitat i mesures de protecció contra infraccions.
Tot i això, el fet que Spotify dediqui un espai per agrupar la producció d'un artista no és sinònim que aquest tingui un perfil oficial i els seus consegüents drets a gestionar-lo. Per a aquest propòsit, el novembre de 2015, Spotify va presentar un panell anomenat "Fan Insights" en forma de beta limitada, permetent als artistes i gerents accedir a dades sobre els oients mensuals, dades geogràfiques, informació demogràfica, preferències musicals i més dades relacionades amb l’impacte de l’artista actiu. L'abril del 2017, el panell es va actualitzar per deixar l'estat beta, va canviar el nom a "Spotify per a Artistes" i es va obrir a tots els artistes i gerents. Les característiques addicionals d'aquesta darrera versió van incloure la capacitat d'obtenir l'estat "verificat" amb una marca de verificació blava al perfil d'un artista, rebre suport a l'artista de Spotify, personalitzar la pàgina de perfil amb fotos i promocionar una determinada cançó com la seva "selecció".
Al setembre de 2018, Spotify va anunciar "Pujar Beta", la qual cosa que va permetre als artistes penjar el seu contingut directament a la plataforma, en lloc de passar per un distribuïdor o segell discogràfic. Aquesta funció es va implementar per a un petit nombre d'artistes dels Estats Units i exclusivament per invitació. L'operació era gratuïta i els artistes van rebre el 100% dels ingressos generats per les cançons; a més, els artistes van poder controlar el moment del llançament al públic. Tot i així, l'1 de juliol de 2019, Spotify va deixar d'usar el programa i va anunciar plans per deixar d'acceptar càrregues directes a finals d'aquell mes i, finalment, eliminar tot el contingut penjat d'aquesta manera.
De totes maneres, comptar amb un compte d'artista segueix sent un benefici per als creadors de contingut, ja que els permet compartir la seva música, anunciar concerts i festivals, escriure la seva biografia visible al públic, conèixer millor la seva audiència, vendre marxandatge (sempre que estigui inclòs a Merchbar), afegir podcasts al seu perfil i fins i tot entrar a les llistes de novetats més populars.
Actualment, la creació i la verificació d'un perfil d'artista es pot fer com a artista o representant, o bé mitjançant una distribuïdora o segell discogràfic.

#### Podcasts
La plataforma de Spotify també ofereix la possibilitat de pujar i distribuir podcasts. Per a fer-ho, cal que prèviament el podcast estigui disponible en una plataforma d'emmagatzematge, ja que Spotify no és una plataforma de creació, sinó de distribució.
El primer pas a seguir per tal de publicar un podcast a Spotify és el d'iniciar sessió a "Spotify per a Podcasters" amb un compte ja registrat, o bé subscriure's per crear-ne un de nou.
A continuació, s'hi ha d'afegir l'enllaç RSS del podcast procedent de la plataforma d’emmagatzematge. Spotify compta amb unes quantes plataformes de creació de podcasts associades, sent Anchor una de les més importants, a més de gratuïta.
El pas següent consisteix en verificar l'enllaç de la font RSS mitjançant un correu electrònic rebut a l'adreça que figura a l'enllaç i que conté un codi de 8 dígits. Un cop verificat, es pot afegir i modificar informació sobre el podcast, com ara la categoria, l'idioma i el país.
Finalment, cal enviar la sol·licitud i esperar que el podcast aparegui a la plataforma de Spotify. Un cop aquest sigui públic, a través de l'enllaç RSS, els nous episodis del podcast seran publicats automàticament a Spotify.
Cal destacar que, disposant d'un perfil d'artista a Spotify, és possible afegir manualment un podcast de creació pròpia o una col·laboració perquè sigui visible al perfil, ja que aquests no s'hi afegeixen automàticament.
Aquesta acció pot ser realitzada mitjançant la “Selecció de l'artista”, que apareix a la part superior del perfil d'artista, o bé creant una llista de reproducció de l'artista que inclogui els episodis del podcast.
Anchor, per exenmple, és una plataforma de creació, distribució i monetització de pòdcasts associada a Spotify. Aquesta plataforma ofereix, de manera gratuïta i il·limitada, una gran quantitat d'eines de pujada, enregistrament i edició integrades; funcions de monetització del podcast; accés a informació i estadístiques sobre els oients per poder adaptar millor el contingut del podcast al públic i assistència gratuïta les 24 hores del dia. D'aquesta manera, Anchor assumeix la logística del podcast fent que sigui molt més senzill crear-lo i pujar-lo a una plataforma de distribució.

## Mode de funcionament i requisits del sistema
Spotify ofereix la transferència d'arxius d'àudio per Internet a través de la combinació de servidor basat en el streaming i en la transferència Peer-to-peer (P2P) en la qual participen els usuaris, també anomenat computació en el núvol. Una connexió a Internet de 256 Kbps és suficient, i el bitrate de les pistes és de 160 Kbps. Els arxius d'àudio es poden reproduir sota demanda, com si estiguessin en el disc dur de l'usuari. Les cançons es guarden en la cau del programari per a evitar consumir més amplada de banda, al repetir les cançons una vegada i una altra. Utilitza el codec d'àudio Vorbis.
El contingut de la cau del programari es basa en un índex que serveix perquè Spotify connecti amb el servei. Aquest índex s'utilitza per a informar a altres clients sobre altres usuaris que poden connectar-se a les dades perquè es reprodueixin les pistes que desitja escoltar.
Això es fa per a cada client que utilitza el programa; a l'inici, actuant com un servidor per a escoltar les connexions entrants d'altres usuaris de Spotify, així com la connexió de forma intuïtiva a altres usuaris per a l'intercanvi de dades en cau, segons procedeixi. Actualment no hi ha dades oficials dels desenvolupadors sobre quantes connexions i la quantitat d'amplada de banda que oferix cada usuari al sistema; el programari no oferix cap opció perquè l'usuari pugui configurar aquests paràmetres.
Els requisits del sistema són, almenys, Mac OS X 10.4, Windows XP o superior. També és possible executar el programa en Linux a través de Wine. La grandària de la cau pot ser limitada per l'usuari i la ubicació de memòria de cau es pot triar. Es recomana per a la cau almenys 1 GB d'espai lliure.
L'usuari ha de configurar un compte per a poder utilitzar el programari. Aquest compte pot utilitzar-se en diversos ordinadors, però només pot reproduir música en un ordinador alhora.

## Cost i disponibilitat

Disponibilitat de Spotify al món a novembre del 2012.

Spotify ofereix quatre productes, dos gratuïts i dos de pagament.
Spotify Open*: És gratuït i no cal una invitació. Només es poden escoltar 20 hores al mes i no hi ha disponible l'aplicació de Radio. Es poden crear llistes de reproducció i escoltar a l'estranger durant 14 dies. Incorpora publicitat.
Spotify Free*: És gratuït, però cal una invitació. Les hores de música són il·limitades i és disponible l'aplicació de Radio. Es poden crear llistes de reproduccions i escoltar a l'estranger durant 14 dies. Incorpora publicitat.

*A partir de l'1 de maig, qualsevol usuari que s'havia registrat a Spotify abans del dos de novembre del 2010, podrà escoltar gratis fins a 5 vegades cada cançó del catàleg de Spotify. Els usuaris que s'hagin registrat després del 2 novembre 2010 veuran aquest canvi reflectit sis mesos després de la creació del seu compte. Addicionalment, qualsevol usuari gratuït podrà escoltar gratis un màxim de 10 hores al mes de música. Això és equivalent a 200 cançons o 20 àlbums.
Spotify Unlimited: Té un cost de 4,99 € al mes (a la data de redacció d'aquest article). Les característiques són les mateixes que el Spotify Free, amb la diferència que no hi ha publicitat i es pot escoltar a l'estranger.
Spotify Premium: Té un cost de 9,99 € al mes (a la data de redacció d'aquest article). Les característiques són les mateixes que el Spotify Unlimited, incorporant: Reproducció d'arxius locals i música de Spotify al mòbil (iPhone i dispositius amb Android). Possibilitat d'escoltar les llistes de reproducció sense connexió a internet. Millor qualitat d'àudio. Contingut exclusiu.
Segons les seves condicions legals, pot canviar sense previ avís, passant a cobrar la nova quantitat decidida per Spotify sense que el client doni el seu consentiment que li segueix interessant el servei al nou preu.
Spotify Premium està disponible a Àustria, Alemanya, Espanya, Estònia, Finlàndia, França, Grècia, Itàlia, Noruega, Països Baixos, Polònia, Portugal, Regne Unit, Romania, Suècia i Suïssa. La versió gratuïta només està disponible a Suècia, Noruega, Finlàndia, Regne Unit, França i Espanya.

## Comunitat
Hi ha una comunitat de llocs web, blogs, aplicacions i eines per donar suport a Spotify. Els recursos de la comunitat inclouen facebook i grups de Last.fm, twitter bots i fòrums d'usuaris, eines per mostrar lletres de les cançons i serveis per fer llistes d'usuaris i per notificar-los novetats.
Spotify també ha portat a una varietat de contingut editorial que integra llistes de música als articles. El lloc web de música popular Drowned in Sound és un dels molts exemples notables, que funciona tots els divendres com 'Spotifriday' el que implica un llista de música del contingut del lloc compartida amb lectors durant la setmana.

## Controvèrsia
Algunes bandes musicals com Led Zeppelin, AC/DC i The Beatles s'han negat al principi a permetre que la seva música s'afegeixi al servei de Spotify. Encara que la companyia ha signat acords amb la majoria de cases discogràfiques, el 28 de gener de 2009 Spotify va anunciar que es realitzaran diversos canvis en l'oferta musical del programa, per les quals s'eliminarien algunes cançons dels artistes que no estiguessin d'acord amb aparèixer allí i s'afegirien restriccions regionals a alguns temes.
Pel que fa a l'oferta del catàleg el representant de Spotify a Espanya, Lutz Emmerich, va indicar en una entrevista que la companyia no corre cap risc i que el catàleg musical s'ampliarà mitjançant la signatura d'acords amb totes les discogràfiques possibles, de manera que la tendència serà a ampliar catàleg i no a reduir-lo.

## Despotify
Despotify és un client de programari lliure per al programari de música patentat Spotify. Els seus autors romanen anònims, però escriuen al seu lloc web que són un grup d'investigadors d'informàtica suecs, professionals de seguretat i geeks que "creuen fermament en el dret de manipular la tecnologia".
El programari es pot executar en la majoria dels principals sistemes operatius, i hauria de funcionar en tots els sistemes compatibles amb POSIX i Ansi-C que també tinguin instal·lat Core Audio, Gstreamer, libao o Pulseaudio. També hi ha un client basat en Despotify, Spot, per a jailbroken iPhones.
Spotify ha bloquejat l'ús de Despotify per a clients d'ús gratuït i passis per un dia, però els clients de pagament poden fer servir Despotify si ho desitgen. L'equip Despotify ha dit que no intentaran esquivar el bloqueig. Tanmateix el codi pot ser modificat per altres per tal d'intentar de fer-ho.
La Biblioteca Despotify té bindings de llenguatge per a Python i Ruby. Depèn d'OpenSSL, zlib, libvorbis.